# День независимости Греции
День независимости Греции (греч. Ημέρα της Ελληνικής Ανεξαρτησίας), День национального возрождения Греции — общенациональный праздник в Греции, в этот день греки и филэллины отдают почести героям Революции 1821—1829 годов.
День независимости совпадает с православным праздником Благовещения, которое в Греции празднуется 25 марта по григорианскому календарю. В столице Греции Афинах в этот день происходит военный парад и торжественное шествие (греч. Παρέλαση 25ης Μαρτίου) и массовые праздничные мероприятия, как светские, так и религиозные. В 2010 году в Афинах к параду архиепископ Афинский и всея Эллады Иероним II совершил доксологию, с участием Президента Греции Каролоса Папульяса, министра здравоохранения Марилизы Ксенояннакопулу, которая представляла правительство, и спикера Греческого парламента Филиппоса Пецальникоса.

## История
29 мая 1453 года главный город Византийской империи Константинополь был захвачен Османской империей. Этот день считается точкой отсчёта четырёхсотлетнего османского господства в Греции.
Однако даже в XV—XVI веках не все греки подчинились новой власти, они бежали в горы и основывали новые поселения. Свободными оставались и некоторые районы Пелопоннеса, в частности полуостров Мани, жители которого считаются пионерами греческого освободительного движения.
25 марта (6 апреля) 1821 года в день Благовещения в монастыре Святая Лавра около Калавриты впервые прозвучал призыв «Свобода или смерть», и митрополит Герман Патрский поднял знамя революции (флаг созданного после окончания Революции Греческого Государства в точности повторял это знамя вплоть до официального утверждения в 1978 году нынешнего флага Греции. За этим последовали годы победоносной борьбы за независимость от османского владычества. За восемь лет революции в Греции мобилизовано около 100 тысяч солдат, около 50 тысяч из них погибли. Однако жертвы эти не стали напрасными: в 1829 году Турция признала независимость Греции по Адрианопольскому мирному договору, а 3 февраля 1830 года великие державы подписали Лондонский протокол, по которому также признали независимое греческое государство. 14 августа 1832 года окончательно определены границы нового европейского государства за воображаемой линией, соединявшей Пагасетийский и Амбракийский заливы.
25 марта объявлен национальным праздником указом от 15 (27) марта 1838 года, и в том же году состоялось первое его официальное празднование. В этот день в Афинах состоялась торжественная литургия в храме Святой Ирины, на улицах собрались тысячи горожан, среди которых были и революционеры, а вечером на Акрополе и Ликавите установили горящие кресты.

## Интересные факты
С 1986 года, по инициативе американских греков Александроса (Алекса) Карлуцоса, Тома Корологоса и Энди Манатоса, День независимости Греции ежегодно празднуется в Белом доме (США). Первым президентом США, принимавшим греков США в Белом доме, был Рональд Рейган, в 1987 году впервые подписавший прокламацию 5623 о Дне независимости Греции. В торжественном событии, кроме президента, также принимает участие вице-президент США, а приглашёнными являются наиболее известные представители греческой общины Соединённых Штатов, а также греки (политики, люди искусства, предприниматели и др.) из Греции, Кипра, Украины и других стран. Мероприятие сопровождается исполнением живой традиционной греческой музыки и танцев. Греческая община США является одной из двух единственных этнических групп страны (включая ирландскую), которые президент США ежегодно принимает в своей официальной резиденции в Вашингтоне (округ Колумбия).